# 백두엔진
백두엔진은 러시아, 우크라이나의 추력 90톤급 RD-250 엔진을 카피했다는 북한의 ICBM 1단 엔진이다. 북한 최초 ICBM인 화성 14호 1단에는 RD-250을 복제한 백두엔진을 반으로 쪼개서 노즐 1개를 사용하며, 화성 15호 1단에는 RD-250을 복제한 백두엔진 1개를 사용해서 노즐이 2개이다.   세계 최대인 러시아의 SS-18 사탄 ICBM은 1단에 RD-250 엔진 3개를 사용하며 1메가톤 수소폭탄 10발을 탑재한다.

## 역사
2013년 1월 30일 대한민국 항우연은 나로호를 3차 시도만에 발사에 성공했다. 나로호 1단 엔진은 러시아 RD-151을 완제품 수입한 것인데, 추력 80톤에서 201톤까지 소프트웨어로 조절할 수 있다. 추력 170톤으로 조정하여 발사했다.
2016년 7월 20일 대한민국 항우연은 당초 임무수행 시간(143초)보다 긴 145초 연속 추력 75톤 액체연료 로켓 엔진 연소 시험에 성공했다.
2016년 9월 20일 북한 조선중앙통신은 서해 위성 발사장에서 백두산 로켓에 사용될 추력 80톤 액체연료 로켓 엔진의 지상 연소실험에 성공했다고 보도했다. 연소시간은 200초라고 밝혔다.
2013년 11월 26과 27일, 미국 보수 매체 워싱턴 프리 비컨은 북한이 추력 80톤의 신형 로켓 엔진을 개발중이라고 보도했다. 이란의 액체연료 추진 로켓 개발을 담당하는 샤히드 헤마트 산업그룹(Shahid Hemmat Industrial Group)의 기술자들이 평양을 비밀방문해 개발 중인 80톤 로켓 엔진을 들여다 봤으며, 미국 관료를 인용해, 새 엔진은 슈퍼 ICBM 또는 중량급 우주발사체(HLV, en:Heavy-lift launch vehicle)에 사용될 것이라고 보도했다.
보통, 한국의 액체연료 로켓은 산화제로 액체산소, 연료로 등유를 사용하지만, 북한은 산화제로 적연질산, 연료로 UDMH(하이드라진)를 사용한다.

## RD-250
현재 세계 최대 ICBM은 러시아의 SS-18 사탄 핵미사일이며, 1단에 추력 90톤 RD-250 엔진 2개를 사용해 4개의 노즐에서 180톤의 추력을 낸다.
2017년 8월 14일, 마이클 엘먼 국제전략문제연구소(IISS) 선임연구원은 "그 어떤 국가도 그렇게 짧은 시간에 중거리 미사일 기술에서 ICBM으로 전환한 적이 없다"면서 "북한은 외부로부터 고성능 액체추진 엔진(LPE)을 획득했다. 불법적 방법으로 우크라이나에서 왔을 것으로 보인다"는 보고서를 발표했다. 2015년 파산위기까지 맞은 우크라이나 국영 유즈마쉬가 SS-18 ICBM의 RD-250 엔진을 암시장을 통해 북한에 팔았을 가능성이 있다는 것이다. 엘먼 연구원은 유즈마쉬와 연계를 맺고 있는 러시아의 거대 미사일 기업 에네르고마쉬도 역할을 했을 가능성을 배제하지 않고 있다. 그는 상당수의 RD-250 엔진 재고가 러시아에도 있을 것으로 추정했다.
2011년 7월, 벨라루스 주재 북한 무역대표부 직원인 류성철과 이태길이 우크라이나 드니프로에서 유즈노예의 직원을 매수, 기밀로 분류된 유즈노예의 논문들을 차고에서 촬영하다가 우크라이나 경찰에 체포되었다. 이후 우크라이나에서 간첩 혐의로 각각 징역 8년형을 선고받았다. SS-18 ICBM의 설계도라고 알려졌다. 당초에는 촬영도중 체포되어 유출되지 않았다고 알려졌지만, 2017년 8월 언론보도로는 당시 설계도들이 북한으로 유출된 것으로 추정되고 있다.
우크라이나 정부와 관련 회사들은 북한에 대한 협력이 없다고 부인하고 있으나, 미국측 분석은 파산위기까지 간 회사들이라 비공식적으로 수출했을 가능성도 있다고 보고 있다. 우크라이나 국영 유즈노예 설계국과 유즈마쉬 공장은 SS-24 고체연료 3단 ICBM도 생산했는데, 고체연료 설계도까지 비공식적으로 팔았다는 보도는 없지만, 파산위기였으면 함께 팔았을 가능성도 배제할 수 없다.

## 화성 15호
북한의 화성 15호가 정확히 어떤 성능인지는 알려져 있지 않지만, 1단 엔진을 비교해서 대략 추정은 해 볼 수 있다. RD-250 엔진 2개를 1단에 사용하는 세계 최대 ICBM인 SS-18 사탄은 1메가톤 수소폭탄 10발을 탑재하고 사거리 11,000 km를 비행한다. 화성 15호는 RD-250 엔진 2개를 1단에 사용하므로 1메가톤 수소폭탄 5발을 탑재하고 사거리 11,000 km를 비행한다고 단순하게 계산해 볼 수 있다. 북한 대부분의 지역에서 미국 동부 뉴욕, 워싱턴DC 까지는 10,500 km 정도 거리이다. 5메가톤이면 히로시마 핵폭탄 리틀 보이 384발 분량이다.
RD-250 엔진 complete 추력 90톤인데, 나로호의 1단 추력이 170톤이었다.

## 2019년 연소시험
2019년 12월 7일, 서해 동창리의 서해위성발사장에서 백두엔진 4개를 묶어서 연소시험을 했다. 추력 80톤이 4개면 추력 320톤이다. 한국도 KRE-075 로켓엔진을 4개 묶는 작업을 2019년 완료한다고 알려져 있다.
과학기술정보통신부가 2019년 3월 발표한 ‘2019년 우주개발 시행계획안’에 따르면 한국형발사체는 연내 1단 엔진에 들어갈 75t급 KRE-075 엔진 4개를 묶는 클러스터링과 함께 3단 QM의 종합연소시험을 마무리할 것이라고 밝혔다. 북한이 이에 속도를 맞추고 있기 때문에, 7일 연소시험은 4개 묶은 연소시험일 것으로 추정된다.
권용수 전 국방대 교수는 “고체 엔진의 연소 시험이었다면 엔진을 지지하는 시설이 필요한데, 위성 사진에선 보이지 않는다”며 “기존 백두산 엔진 여러 개를 묶어 연소 시험을 했을 것으로 생각한다”고 말했다.
러시아의 SS-18 사탄, SS-19 스틸레토와 비교할 수 있다.
- SS-19 스틸레토, 2단 액체연료(N2O4/UDMH), 1단엔진 노즐 4개, 추력 200톤, 사거리 10,000 km, 400 kt 수소폭탄 6발
- SS-18 사탄, 2단 액체연료(N2O4/UDMH), 1단엔진 노즐 4개, 추력 460톤, 사거리 10,200 km, 750 kt 수소폭탄 10발
- 북한 화성 16호(예상), 2단 액체연료(N2O4/UDMH), 1단엔진 노즐 4개, 추력 320톤
- 한국 한국형발사체, 액체연료(액체산소/등유), 1단엔진 노즐 4개, 추력 300톤

SS-19, SS-18은 러시아의 4세대 ICBM이다. 상온에서 보관하는 저장성 액체연료를 사용하며, 연료 보관기간은 22년, 발사준비시간은 25분이다. N2O4/UDMH 액체연료는 러시아가 주로 사용하는 것인데, 이전 모델들은 발사직전에 미사일에 연료주입을 했지만, 4세대는 고체연료처럼 22년 동안 미사일 안에 연료를 미리 주입해 놓는다. 미사일 연료통의 부식방지기술이 발달한 성과이다.
반면에 한국의 액체산소/등유 액체연료는 등유는 상온 보관이지만, 액체산소가 극저온 연료여서, 로켓 발사 직전에 연료주입을 해야만 하며, 발사하지 않고 몇시간이 지나면 연료통이 폭발한다. 그러나 초고압 액체연료 주입기가 개발되어서, 기존의 몇시간 걸리던 상업용 보다 훨씬 빠르게 연료주입을 할 수 있다고 알려져 있다. 한국이 초고압 액체연료 주입기를 설치했다는 보도는 없었다.
원래 김승조 항우연 원장은 쓸데없는 연소시험을 취소하면, 2017년에 한국형발사체를 발사할 수 있다고 말했다. 북한과 한국이 동시에 개발중인 것을 감안하면, 북한도 2017년에 화성 16호 발사가 가능했을 것임을 추측할 수 있다. 기술적 이유라고 보도되고는 있지만, 미국 등과의 정치적 이유 때문에 양국이 발사를 지연시키고 있는 것으로 추정된다.
한국은 KRE-075 로켓엔진 4개를 묶어 한국형발사체를 발사한 후에, KRE-075 엔진 추력 75톤을 90톤으로 업그레이드 하여 KRE-090 로켓엔진을 개발할 계획이다.
북한 국방과학원 대변인은 8일 담화를 통해 "7일 오후 서해위성발사장에서는 대단히 중대한 시험이 진행되었다"고 밝혔다고 조선중앙통신이 보도했다. 국방과학원 대변인은 담화에서 "조선민주주의인민공화국 국방과학원은 중대한 의의를 가지는 이번 시험의 성공적 결과를 조선노동당 중앙위원회에 보고하였다"며 "이번에 진행한 중대한 시험의 결과는 머지않아 조선민주주의인민공화국의 전략적 지위를 또 한 번 변화시키는 데서 중요한 작용을 하게 될 것"이라고 밝혔다.
북한과 한국의 로켓엔진은 모두 러시아 기술을 수입한 것이다. 푸틴 대통령이 양국에 동시에 수출했다. 한국에의 수출은 미국의 반대로 우여곡절이 있었지만, 정상적으로 개발이 진행되었다. N2O4/UDMH에서 액체산소/등유 으로, 또는 역으로 개발하는 것은 큰 변경사항이 아니어서, 빠른 시일안에 작은 개량만으로 연료 변경이 가능하다고 알려져 있다.
SS-19, SS-18는 1998년 국정원이 러시아 캄차카반도의 핵미사일 기지에서 밀수했다는 보도가 있었다. 캄차카반도에는 푸틴 대통령이 두세개의 주요 핵미사일 기지라며 언급할 정도의 유명한 핵미사일 기지가 있다. 1998년은 북한이 최초의 우주로켓 대포동 1호를 발사해서 한국이 대포동 쇼크를 먹은 해이다.
백두엔진 1개를 사용한 화성 14호, 2개를 사용한 화성 15호는 이미 발사되었다. 한국도 KRE-075 엔진 1개를 사용한 로켓은 이미 발사에 성공했다. 남북한은 곧 엔진 4개를 묶은 화성 16호, 한국형발사체를 2020년에 발사할 것으로 보인다.

## 같이 보기
- RD-250
- 화성 14호 - 북한 최초 ICBM, RD-250을 반으로 쪼개서 노즐 1개만 사용
- 화성 15호 - RD-250 1개 사용